# Union libérale (Empire allemand)
Pour les articles homonymes, voir Union libérale.
L'Union libérale (en allemand : Liberale Vereinigung) est un parti politique libéral de l'Empire allemand, né en 1880 d'une scission de l'aile gauche du Parti national-libéral. Pour cette raison il est aussi connu sous le nom de « Sezession ». En 1884, il fusionne avec le Parti progressiste allemand pour former le Parti radical allemand. Après l'éclatement de celui-ci en 1893, l'Union radicale peut être vu comme le successeur de l'Union libérale. Sa raison d'être est la défense du libre-échange face aux tendances protectionnistes de l'époque.

## Scission du parti national-libéral
Le parti national-libéral est caractérisé par la diversité des opinions dans ses rangs. Il rassemble en effet tous les libéraux des provinces prussiennes et des États du sud de l'Allemagne, aussi bien les partisans de l'école de Manchester que ceux du protectionnisme. Ainsi en 1875, Friedrich Kapp, membre du comité central du parti, déclare que « le parti national-libéral... un tel rassemblement de toutes les aspirations, opinions et objectifs possibles, pour certains incompatibles, qu'ils doivent sortir de ce fourre-tout, ». Dans ce contexte l'aile gauche menée par Eduard Lasker, Max von Forckenbeck et Ludwig Bamberger et l'aile droite, plus nombreuse mais moins unie et sans chef charismatique, se distancient inéluctablement l'une de l'autre.
Les partisans de l'aile gauche en viennent de plus en plus à la conclusion, que le parti mené par Rudolf von Bennigsen et Johannes von Miquel est trop fidèle, trop lié à la politique du chancelier impérial Otto von Bismarck. En 1878, les premières véritables dissensions se font sentir sur la question des lois antisocialistes. Le fossé se creuse quand l'aile gauche veut limiter la portée des lois du Kulturkampf dirigées contre les catholiques, et voter le budget militaire pour une législature au lieu de sept ans comme prévu par le septennat. Enfin la question douanière mène définitivement à la scission. L'aile droite soutenant la politique douanière protectionniste du chancelier. Le nouveau parti est catégorisé gauche libéral.
La raison de cette séparation est l'idée soutenue par la « Sezession » comme se fait appeler le nouveau parti, que le soutien de la politique conservative de Bismarck par le parti national-libéral depuis 1878 est contraire aux principes du libéralisme. Le nouveau parti réclame le retour au libre-échange. Sur le plan intérieur, il réclame plus de parlementarisme dans le système politique afin de garantir la séparation des pouvoirs, ainsi que l'indépendance de l'État face à l'Église. Ces revendications sont en totale contradiction avec le virage conservateur opéré par le parti national-libéral en 1878 et 1879. Ils critiquent aussi la victoire du chancelier qui est selon eux acquise grâce au soutien des « Junker, curé, ultramontains, bref de tous les ennemis de l'Empire ».

## Organisation
L'Union libérale est un parti de notable traditionnel, il est donc faiblement structuré alors que la politique de masse prend son envol. Le parti est avant tout constitué de ses députés au Reichstag, de quelques notables berlinois et d'hommes de confiances dans les circonscriptions. Le nombre d'associations locales rattachées au parti reste faible : en 1884 on en dénombre 50 au total. Elles se trouvent principalement dans les villes maritimes du nord et de l'est de l'Allemagne. Les membres du parti sont issus de la bourgeoisie voire de la haute bourgeoisie. Ses électeurs sont les bourgeois ayant étudié, ou des commerçants favorables au libre-échange. Par contre, le parti a peu d'influence sur les petits bourgeois et le prolétariat ces groupes étant largement favorable au protectionnisme. Les bourgeois qui portent le parti ne voulant pas d'une structuration de celui-ci, les sezessionisten reste des « officiers sans sous-officier et donc souvent aussi sans équipage, ». Pourtant le parti semble avoir un certain succès à ses débuts, lors des élections législatives de 1881 il gagne 46 sièges au Reichstag soit autant que les nationaux-libéraux.
Lors de sa courte existence l'Union libérale n'a le temps de développer que des débuts d'organisations. Elle dispose d'un comité directeur constitué de 5 membres : Heinrich Rickert (de), Gustav Lipke (de), Friedrich Kapp, Albert Gröning (de) et Theodor Wilhelm Lesse (de). Ce comité dirige un bureau responsable des campagnes électorales, supervise la publication d'une correspondance et collecte et gère les finances du parti. Cette structure est rapidement complétée d'une associations des électeurs libéraux afin de rassembler les militants dans l'ensemble du pays. Des assemblées générales du parti sont également organisées afin d'améliorer le lien entre les députés berlinois et les militants répartis dans les circonscriptions. Ces réunions ne servent pas tant à prendre des décisions qu'à légitimer celles prises par le groupe parlementaire, ainsi en 1882 des présentations et des comités sont organisés afin d'expliquer le nouveau programme politique et la nouvelle organisation du parti.
La direction du parti n'est pas clairement définie. De nombreuses personnes prennent en fait les décisions : les députés, les membres des comités directeurs et des groupes parlementaires et même d'autres personnes. Par exemple, en 1881 Heinrich Rickert et Eduard Lasker ébauche l'appel aux urnes pour la campagne électorales, il est signé par Ludwig Bamberger, Max von Forckenbeck, Franz August Schenk von Stauffenberg et Friedrich Kapp. D'autres membres influents sont Karl Baumbach, Georg von Bunsen (de), Theodor Mommsen, Karl Schrader (de), Georg von Siemens, Friedrich Witte (de) et Theodor Barth (de). À l'inverse beaucoup de liberté est laissée dans le groupe parlementaire, ainsi en 1883 Eduard Lasker vote pour la loi sur l'assurance maladie allemande de manière isolé. L'unité ne s'en trouve pas pour autant mise en danger.

## Collaboration avec les progressistes
Sur le long terme, les membres du parti cherche à former un grand parti libéral, sur le modèle du Liberal Party britannique, afin d'être prêt à former un gouvernement lors de la montée sur le trône du prince Frédéric. Cette volonté est déjà présente dans la déclaration de scission vis-à-vis du parti national-libéral. Ils demandent que le parti libéral s'accorde sur les questions essentiels afin d'éviter des luttes entre les ailes du parti, cherchant ainsi à ne pas fermer la porte à un retour du parti national-libéral dans un plus vaste parti libéral. Ces plans restent lettre morte, les nationaux-libéraux ayant par la déclaration d'Heidelberg de Johannes von Miquel en 1884 de continuer de soutenir la politique du chancelier. Les idées sur l'économie des deux partis sont également trop distante, alors que les questions constitutionnelles plus fédératrices ont perdu en importance.
Les meneurs de l'Union libérale se mettent alors à penser progressivement à fusionner avec le parti progressiste. Ludwig Bamberger et Max von Forckenbeck se montrent tout d'abord réticent, craignant que la position centrale de l'Union ne soit mise en danger par le style de direction autoritaire d'Eugen Richter, le meneur du parti progressiste. Heinrich Rickert et Georg von Bunsen sont par contre très favorable au projet. Ils parviennent finalement à convaincre les autres députés lors d'une réunion du groupe parlementaire. En janvier 1884, Franz von Stauffenberg et Eugen Richter se sont mis d'accord sur les termes de la fusion qui est réalisée en mars avec la mise en commun des deux groupes parlementaires. Le nouveau groupe rassemble 100 députés à la veille des élections législatives d'octobre 1884.
Lors des élections le nouveau parti : le Parti radical allemand perd un tiers de ses mandats : il en reste 64. Ses membres reconnaissent alors que l'idée d'un grand parti libéral allemand n'est possible qu'avec le rapprochement du parti national-libéral. Les dissensions politiques entre ce dernier parti qui a pris un virage à droite important et les radicaux plus à gauche sont cependant insurmontables.
Bismarck réussit ainsi le tour de force de gagner les nationaux-libéraux à son gouvernement conservateur et d'affaiblir l'opposition libérale. Il s'efforce par la suite de maintenir les libéraux aussi faible que possible.

## Citations
1. ↑  « die nationalliberale Partei [...] ein solches Sammelsurium aller möglichen zum Teil unvereinbaren Bestrebungen, Ansichten und Ziele [ist], dass sie aus dem Leim gehen muß »
2. ↑  « Offiziere ohne Unteroffiziere und darum häufig ohne Mannschaft »
3. ↑  « Wahlverein der Liberalen »